# Sleepover
 Sleepover és una pel·lícula estatunidenca dirigida per Joe Nussbaum i estrenada el 2004.

## Argument
Julie i Hannah són estudiants inseparables a l'escola secundària. Però quan arriba l'estiu, Hannah s'assabenta que s'ha de traslladar i Julie decideix organitzar una festa pijama amb Hannah i les seves amigues, per celebrar el començament de l'estiu. Però Stacy, la deessa de l'escola aconsegueix embarcar-los en una altra festa i això obliga Julie i les seves amigues, de parar la vesprada pijama i anar-se de la casa, sense advertir els seus pares. La banda de Julie i la de Stacy decideixen signar una mena de pacte: la banda que guanyi, menjarà al costat la font tots els migdies, i la perdedora, menjarà al costat del contenidor de les deixalles.

## Repartiment
| Actor                  | Personatge |
| ---------------------- | ---------- |
| Alexa Vega             | Julie      |
| Mika Boorem            | Hannah     |
| Jane Lynch             | Gabby      |
| Sam Huntington         | Ren        |
| Sara Paxton            | Stacie     |
| Brie Larson            | Liz        |
| Scout Taylor-Compton   | Farrah     |
| Douglas Smith          | Gregg      |
| Katija Pevec           | Molly      |
| Steve Carell           | Sherman    |
| Jeff Garlin            | Jay        |
| Sean Faris             | Steve      |
| Evan Peters            | Russell    |
| Hunter Parrish         | Lance      |
| Thad Luckinbill        | Todd       |
| Kallie Flynn Childress | Yancie     |